# Cecilia Taitová
Cecilia Roxana Taitová Villacortaová (* 2. května 1962 Lima) je peruánská politička a bývalá opora peruánské ženské volejbalové reprezentace. Byla známá pod přezdívkou La Zurda del Oro (Zlatá levačka), díky výšce 183 centimetrů dominovala při hře na síti.
Vystudovala Instituto Peruano de Administración de Empresas a pracovala v bance, zpočátku hrála za klub Bancoper Lima, od roku 1985 působila profesionálně v Itálii (Isa Infissifano a Pallavolo Reggio Emilia) a Brazílii (s klubem Sadia EC ze São Paulo se stala třikrát mistryní země a v roce 1991 vyhrála premiérový ročník mistrovství světa ve volejbale klubů).
Byla členkou týmu, který získal stříbrné medaile na mistrovství světa ve volejbale žen do 20 let 1981 a byla zvolena nejlepší hráčkou mistrovství. Zúčastnila se tří seniorských světových šampionátů: na MS 1978 skončila s peruánským týmem na desátém místě, na domácím mistrovství 1982 získala stříbrnou medaili a na MS 1986 v Československu bronz. Také reprezentovala Peru na třech olympiádách: OH 1980 (6. místo), OH 1984 (4. místo) a OH 1988, kde Peruánky skončily na druhém místě, když ve finále vedly nad Sovětským svazem už 2:0 na sety. V Soulu 1988 byla Taitová vyhlášena nejužitečnější hráčkou olympijského turnaje. Také má čtyři tituly z mistrovství Jižní Ameriky ve volejbale žen (1979, 1983, 1985 a 1987), na Panamerických hrách získala s peruánskou reprezentací dvě stříbrné medaile (1979 a 1987) a jednu bronzovou medaili (1983).
V roce 1985 byla zařazena do výběru nejlepších volejbalistek světa, který nastoupil v exhibičním utkání proti čínské reprezentaci. V roce 2003 obdržela zvláštní cenu ženské komise Mezinárodního olympijského výboru, v roce 2005 byla jmenována do Volejbalové síně slávy sídlící v americkém městě Holyoke.
Po ukončení sportovní kariéry se začala věnovat v limské čtvrti Villa María del Triunfo komunální politice. Zpočátku podporovala prezidenta Alberta Fujimoriho, později vstoupila do liberální strany Perú Posible, za kterou byla v roce 2000 jako první černoška v historii zvolena poslankyní peruánského Kongresu. Mandát vykonávala do roku 2006, znovu byla zvolena v roce 2011. Roku 2015 oznámila odchod ze strany a stala se spoluzakladatelkou nové parlamentní frakce Unión Regional. Provozuje rovněž nadaci podporující talentované sportovce z chudých rodin.